# Hilbertova matrika
Hilbertova matríka [hílbertova ~] v linearni algebri je kvadratna matrika z elementi:
{\displaystyle H_{ij}={\frac {1}{i+j-1}}\!\,,}
ki so vsi enotski ulomki.
Na primer {\displaystyle H_{5}\!\,}:
{\displaystyle H={\begin{bmatrix}1&{\frac {1}{2}}&{\frac {1}{3}}&{\frac {1}{4}}&{\frac {1}{5}}\\[4pt]{\frac {1}{2}}&{\frac {1}{3}}&{\frac {1}{4}}&{\frac {1}{5}}&{\frac {1}{6}}\\[4pt]{\frac {1}{3}}&{\frac {1}{4}}&{\frac {1}{5}}&{\frac {1}{6}}&{\frac {1}{7}}\\[4pt]{\frac {1}{4}}&{\frac {1}{5}}&{\frac {1}{6}}&{\frac {1}{7}}&{\frac {1}{8}}\\[4pt]{\frac {1}{5}}&{\frac {1}{6}}&{\frac {1}{7}}&{\frac {1}{8}}&{\frac {1}{9}}\end{bmatrix}}\!\,.}
Hilbertove matrike so tipičen primer slabo pogojenih matrik, s katerimi je težko numerično računati. Determinanta zgornje matrike je približno {\displaystyle 3,75\cdot 10^{-12}}. Determinanto se lahko izrazi v zaključeni obliki kot poseben primer Cauchyjeve determinante. Hilbertova matrika je tudi Hankelova matrika.